# Koncentracja zapylenia
Koncentracja zapylenia – wielkość określająca ilość ciał stałych, cieczy lub gazu w objętości powietrza. Wyrażana jest w g/m³, cm³/m², mg/m³. Zanieczyszczenia powietrza mogą być pochodzenia mineralnego i organicznego.